# Наводнение в Японии (2018)
Наводнение в Японии в июле 2018 года — стихийное бедствие в Японии, которое произошло в июле 2018 года в результате интенсивных грозовых дождей и, как результат, резкого поднятия уровня воды.
7 июля на юго-запад Японии обрушился тайфун, после чего прошли обильные проливные дожди, которые спровоцировали наводнения, разрушительные сели и затопления отдельных районов. По состоянию на 11 июля погибли 179 человек, несколько из них были накрыты оползнями почвы; более 67 были признаны пропавшими без вести. Известно о повреждении около 270 тыс. зданий, в стране нарушено железнодорожное сообщение. Для безопасности работников приостановили работу заводы Mazda Motor Corp., Daihatsu Motor Co., Toyota Motor Corp в Киото, Хиросиме и Ямагути.
К спасательным работам привлечены около 54 тыс. членов Сил самообороны, спасателей, представителей береговой охраны и полиции.
Наводнение классифицируется как самое масштабное в Японии за несколько десятилетий.
После этого наступила сильнейшая в истории Японии жара.

## Повреждения
Повреждения различного масштаба встречались в Восточной Японии. По данным FDMA, по состоянию на 9 июля погибло 108 и пропало 29 человек.
| 179                                           | 67 | 26 | 83 | 44 | 17 | 269 | 11 128 | 71 |
| Источник: Fire and Disaster Management Agency |    |    |    |    |    |     |        |    |